# ويليام واتسون (لاعب كريكت)
ويليام واتسون (10 نوفمبر 1881 في أستراليا - 12 فبراير 1926) (بالإنجليزية: William Watson)‏ هو لاعب كريكت أسترالي.

## وصلات خارجية
- ويليام واتسون (لاعب كريكت) على موقع إي آس بي آن كريك إنفو (الإنجليزية)